# Monanthotaxis caffra
Monanthotaxis caffra är en kirimojaväxtart som först beskrevs av Ernst Meyer och Karl Müller, och fick sitt nu gällande namn av Bernard Verdcourt. Monanthotaxis caffra ingår i släktet Monanthotaxis och familjen kirimojaväxter. Inga underarter finns listade i Catalogue of Life.

## Bildgalleri

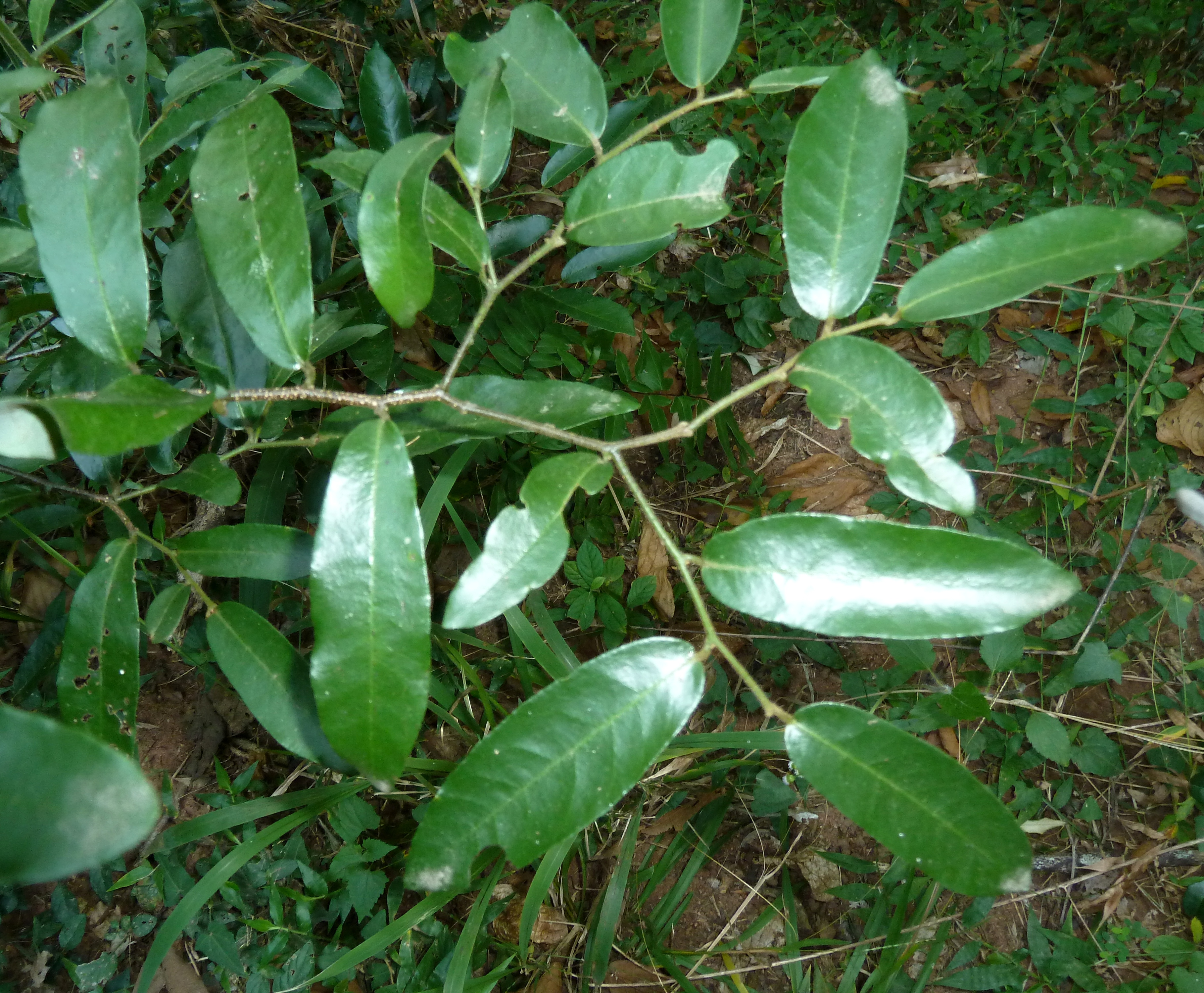
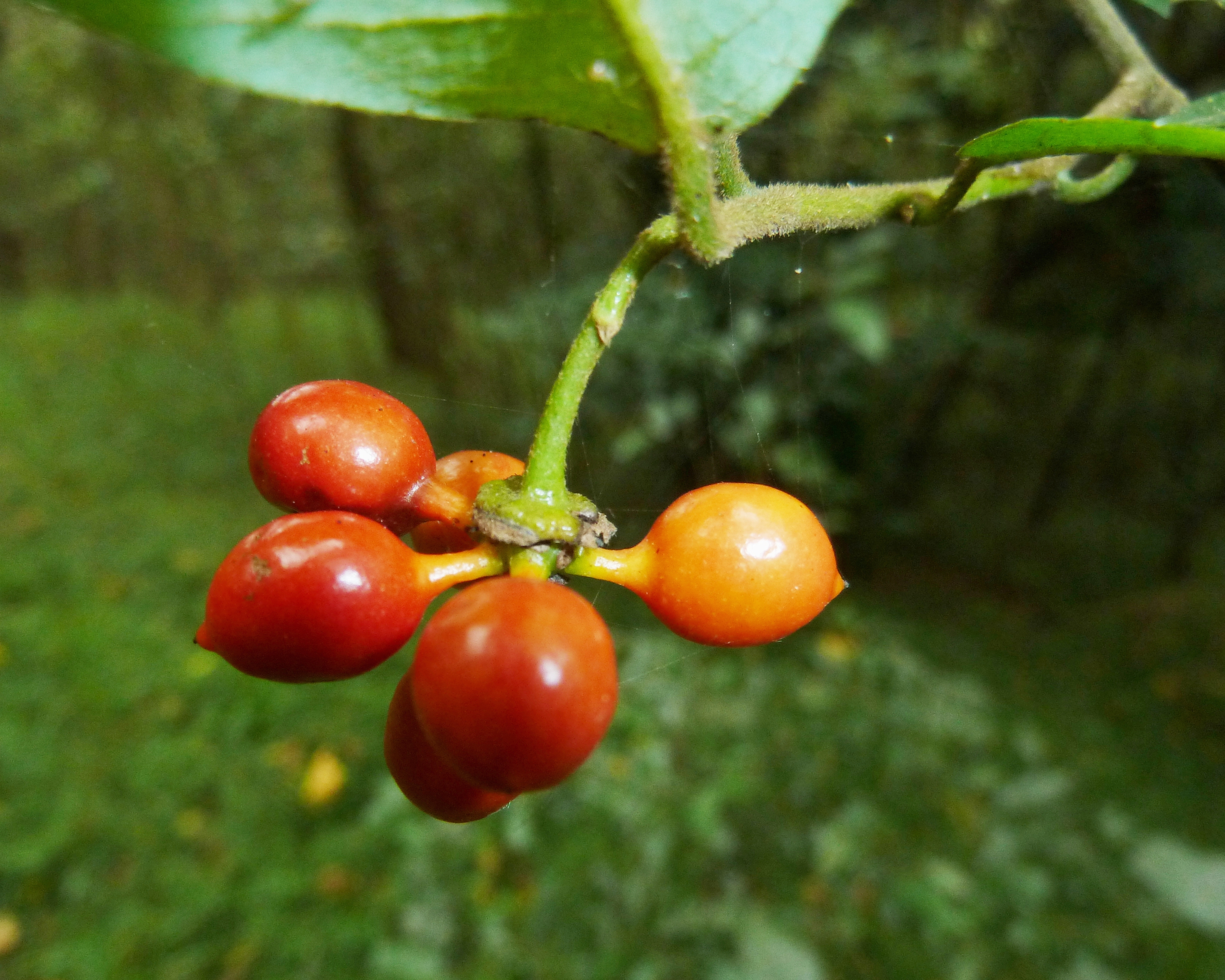
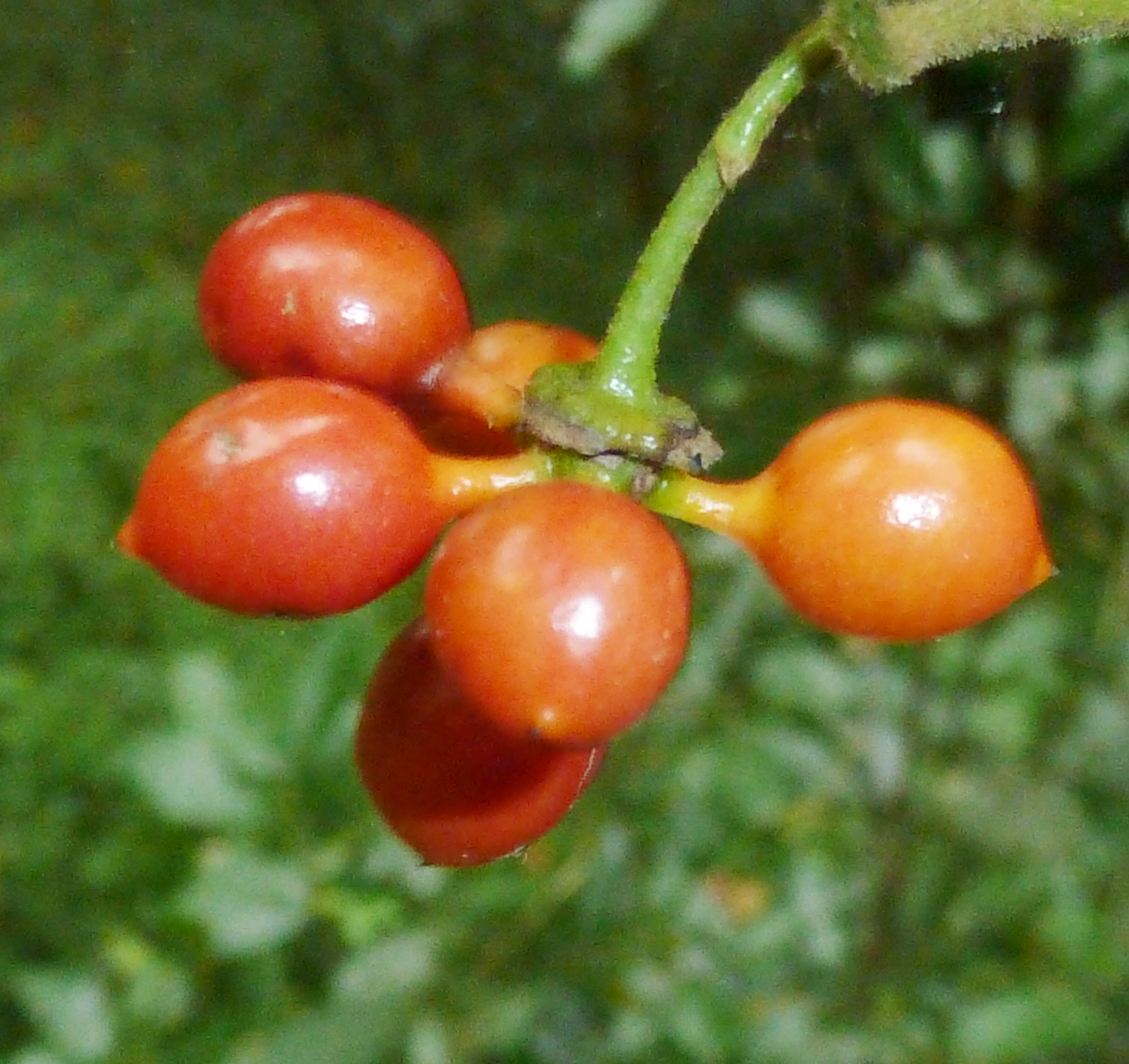